# The Futurist
«The Futurist» — дебютный студийный альбом американского актёра Роберта Дауни-младшего, выпущенный 23 ноября 2004 года на Sony Classical. Альбом дебютировал на 121 строчке чарта Billboard 200 и был распродан в количестве 16 тысяч копий за первую неделю.
Продюсером альбома выступил Джонатан Элайес, а продюсером песен «Broken» и «Smile» стал Марк Хадсон. Сам Дауни-младший помимо основного вокала также сыграл партии фортепиано в некоторых песнях.

## Об альбоме
The Futurist содержит восемь композиций, сыгранных в стиле вокального попа с влиянием джаза, а также две кавер-версии: композицию Чарли Чаплина «Smile», которую он уже исполнял в фильме 1992 года «Чаплин», и «Your Move» — первую часть композиции «I've Seen All Good People» группы Yes. Партию бэк-вокала на «Your Move» исполнил вокалист Yes Джон Андерсон. Песня «Hannah» является отсылкой к фильму 2000 года «Вундеркинды», в котором сыграл Дауни-младший. Песня «Broken» играет в титрах другого его фильма «Поцелуй навылет», выпущенного в 2005 году.

## Список композиций
| №   | Название         | Автор(ы)                                    | Длительность |
| --- | ---------------- | ------------------------------------------- | ------------ |
| 1.  | «Man Like Me»    | Роберт Дауни-младший, Дженни Хардинг-Моррис | 2:56         |
| 2.  | «Broken»         | Дауни-младший, Марк Хадсон                  | 5:12         |
| 3.  | «Kimberly Glide» | Дауни-младший                               | 4:53         |
| 4.  | «Futurist»       | Дауни-младший, Хадсон                       | 5:00         |
| 5.  | «Little Clownz»  | Дауни-младший                               | 3:47         |
| 6.  | «5:30»           | Дауни-младший                               | 4:11         |
| 7.  | «Your Move»      | Джон Андерсон, Крис Сквайр                  | 4:11         |
| 8.  | «Details»        | Дауни-младший                               | 3:59         |
| 9.  | «Hannah»         | Дауни-младший                               | 4:50         |
| 10. | «Smile»          | Чарли Чаплин, Джеффри Парсонс, Джон Тёрнер  | 3:48         |

## Участники записи
- Роберт Дауни-младший — вокал, клавишные
- Марк Хадсон — гитара, акустическая гитара, перкуссия, бэк-вокал
- Кэмерон Стоун — виолончель
- Джефф Баннелл — флюгельгорн
- Джим Кокс — орган Hammond B-3
- Том Кэннинг — орган Hammond B-3
- Арманд Сабал-Лекко — бас-гитара
- Грег Биссонетти — ударные
- Винни Колаюта — ударные
- Чед Уэкерман — ударные
- Джон Андерсон — бэк-вокал на «Your Move»
- Джонатан Элайес — продюсер
- Марк Хадсон — продюсер «Broken» и «Smile»
- Брюс Шугар — инженер